# Gare du Croisic
La gare du Croisic est une gare ferroviaire française de la ligne de Saint-Nazaire au Croisic, située sur le territoire de la commune du Croisic, dans le département de la Loire-Atlantique en région Pays de la Loire.
Construite par la Compagnie du chemin de fer de Saint-Nazaire au Croisic, la station est mise en service en 1879 par l'Administration des chemins de fer de l'État (État) et intègre le réseau de la Compagnie du chemin de fer de Paris à Orléans (PO), lorsqu'elle reprend la ligne en 1884.
C'est une gare voyageurs de la Société nationale des chemins de fer français (SNCF), desservie par le TGV inOui, c'est également une gare du réseau TER Pays de la Loire desservie par des trains express régionaux et par des trains Interloire.

## Situation ferroviaire
Établie à 4 mètres d'altitude, la gare du Croisic est l'aboutissement, au point kilométrique (PK) 519,780, de la ligne de Saint-Nazaire au Croisic, après la gare de Batz-sur-Mer.

## Historique
La gare du Croisic est mise en service le 11 mai 1879 par l'Administration des chemins de fer de l'État, lorsqu'elle ouvre à l'exploitation la ligne de Saint-Nazaire au Croisic et son embranchement de La Baule-Escoublac à Guérande. Elle dispose d'un bâtiment voyageurs construit l'année précédente par la Compagnie du chemin de fer de Saint-Nazaire au Croisic sur un modèle type de la ligne, dû à l'ingénieur Antoine de la Perrière, identique à ceux des gares de Pornichet et du Pouliguen.
En 1884, elle devient une gare du réseau de la Compagnie du chemin de fer de Paris à Orléans (PO) qui comptabilise sa recette annuelle à partir du 30 janvier. Avec un total de 183 212 francs elle se situe à la première place sur les sept gares que compte la ligne et de son embranchement sur Guérande.
En 2022, la SNCF estime la fréquentation annuelle de la gare à 139 448 voyageurs.

## Service des voyageurs

### Accueil
Gare SNCF, elle dispose d'un bâtiment voyageurs, avec guichet, ouvert tous les jours. Elle est équipée d'automates pour l'achat de titres de transport TER. C'est une gare « Accès Plus » avec des aménagements, équipements et services pour les personnes à mobilité réduite.

Elle dispose de deux quais (le quai A dispose d'une longueur totale de 282 m et le quai B de 270 m), un abri et une traversée de voie à niveau par le public (TVP) permettant d'accéder au 2e quai.

### Desserte
La gare est desservie par des TGV assurant la liaison directe jusqu'à Paris-Montparnasse.
La gare est également desservie par les trains régionaux du réseau TER Pays de la Loire allant jusqu'en gare de Nantes et parfois de Tours, et dont le train Interloire, les fins de semaine, permet une relation jusqu'à Orléans.

### Intermodalité
Un parking pour les véhicules y est aménagé.

## Galerie de photographies

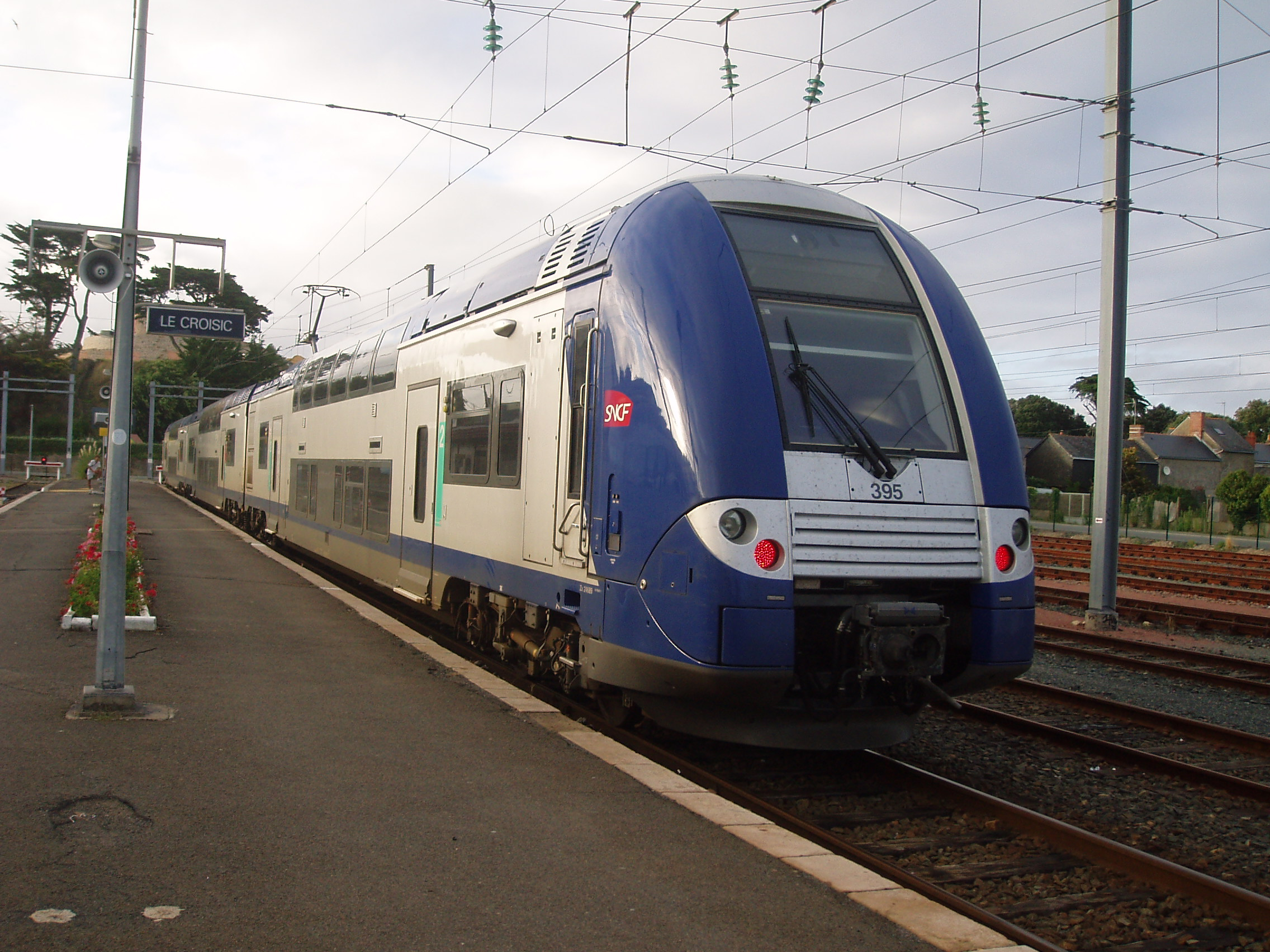
Rame TER au quai central en gare du Croisic.
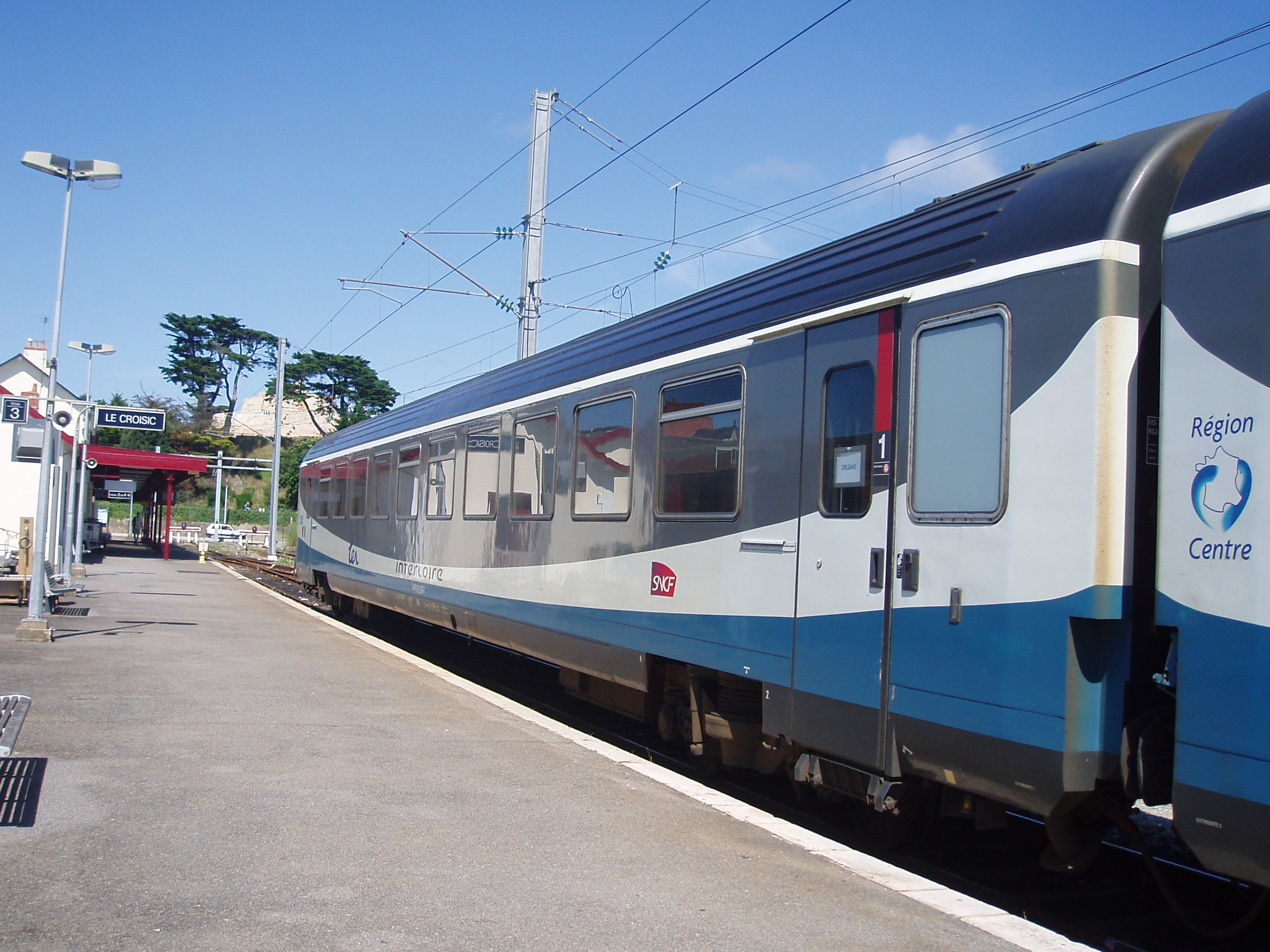
Train Interloire au quai latéral en gare du Croisic.
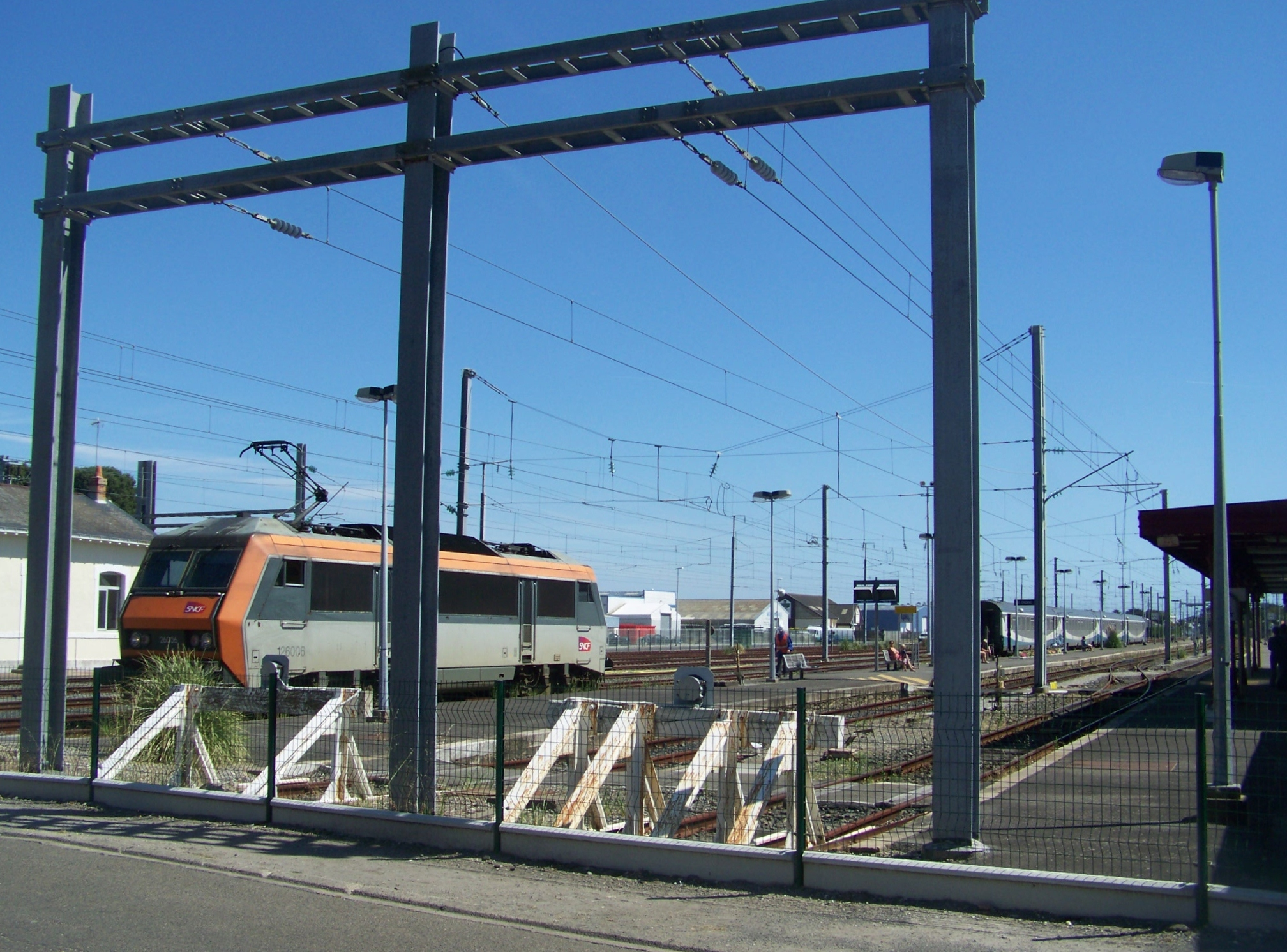
Butoirs en gare : Le Croisic, terminus de ligne.
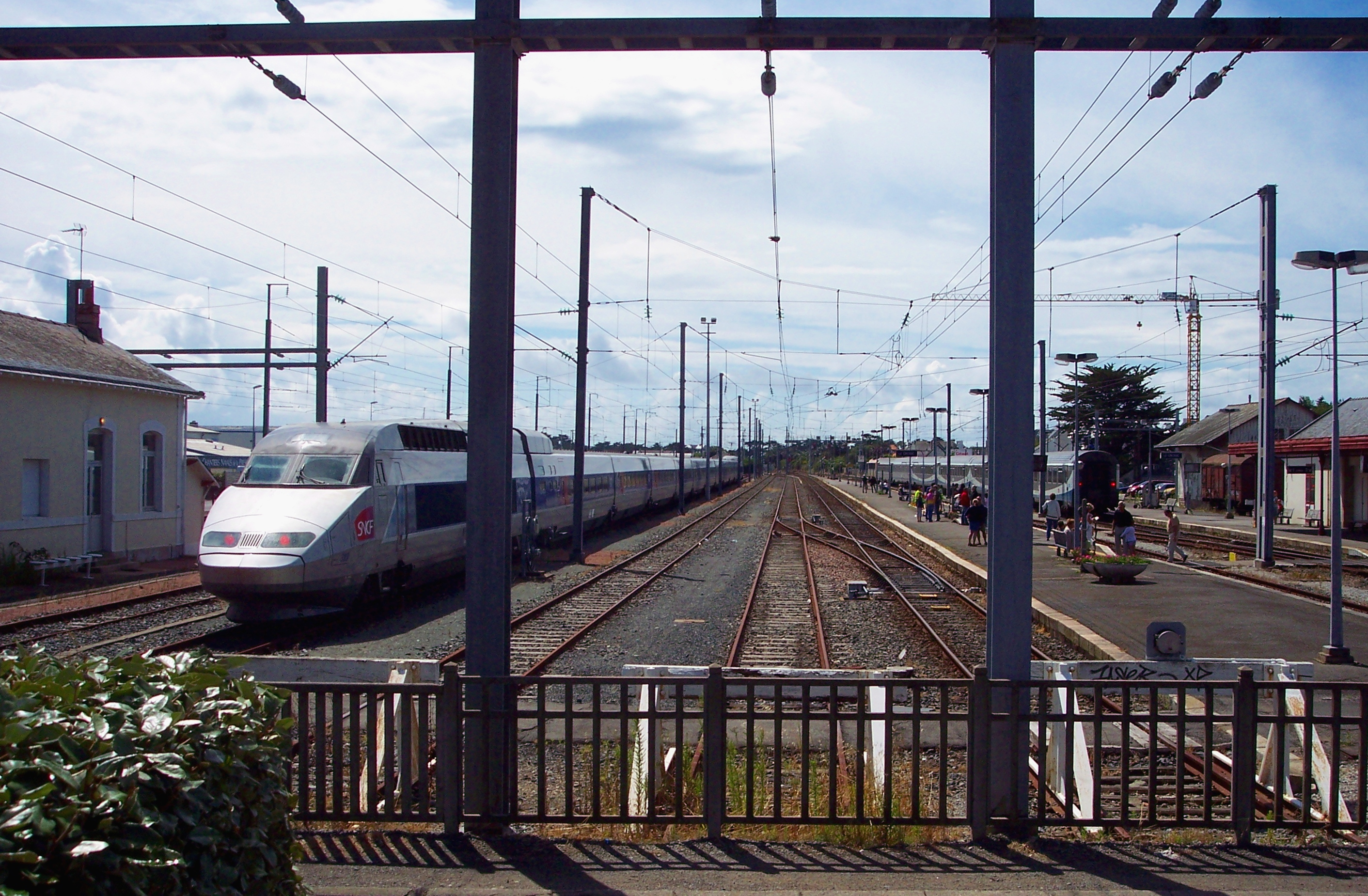
Fin des rails au Croisic en 2007, un TGV Atlantique et un Interloire à quai.